# Хуліо Олартікоечеа
Хуліо Олартікоечеа (ісп. Julio Olarticoechea, нар. 18 жовтня 1958) — колишній аргентинський футболіст баскського походження, що грав на позиції захисника.
Виступав за низку аргентинських клубів та французький «Нант», а також національну збірну Аргентини у складі якої — чемпіон світу.
Завершився кар'єру став керувати власною дитячо-юнацькою футбольною школою.

## Клубна кар'єра
У дорослому футболі дебютував 1976 року виступами за «Расинг» (Авельянеда), в якій провів iscnm сезонів, взявши участь у 230 матчах чемпіонату. Більшість часу, проведеного у складі «Расинга», був основним гравцем захисту команди.
Своєю грою за цю команду привернув увагу представників тренерського штабу «Рівер Плейта», до складу якого приєднався влітку 1981 року. Відіграв за команду з Буенос-Айреса наступні три сезони своєї ігрової кар'єри. Граючи у складі «Рівер Плейта» також здебільшого виходив на поле в основному складі команди і першого ж року виграв свій єдиний чемпіонський титул на клубному рівні.
У сезоні 1985/86 виступав за інший аргентинський гранд «Бока Хуніорс», після чого вирушив за кордон і став гравцем французького «Нанта».
Проте вже наступного року Хуліо повернувся в Аргентину, де провів один сезон за «Аргентинос Хуніорс», після чого став гравцем «Расинга» (Авельянеда).
Завершив професійну ігрову кар'єру у клубі «Депортіво Мандійю», за який виступав протягом 1990–1992 років.

## Виступи за збірну
1982 року дебютував в офіційних матчах у складі національної збірної Аргентини. Того ж року був включений до заявки збірної на чемпіонат світу 1982 року в Іспанії, проте на поле так жодного разу і не вийшов.
Наступного року зіграв на своєму першому континентальному турнірі — Кубку Америки 1983 року, де аргентинці несподівано не змогли вийти з групи.
На чемпіонаті світу 1986 року у Мексиці Хуліо був основним захисником в «альбіселесте», зігравши у всіх семи матчах збірної, в тому числі і в виграному фіналі проти збірної ФРН (3:2).
Наступного року аргентинці з Олартікоечеа у складі знову невдало виступили на домашньому розіграші Кубка Америки 1987 року, де зайняли лише 4 місце.
1990 року допоміг команді дійти до фіналу чемпіонату світу в Італії, в якому аргентинці поступилися збірній ФРН. На тому турнірі Олартікоечеа зіграв у п'яти матчах, а пропустив фінальний матч через жовту картку, отриманої в півфінальній грі зі збірною Італії.
Протягом кар'єри у національній команді, яка тривала 9 років, провів у формі головної команди країни 32 матчі.

## Титули і досягнення
- Чемпіон Аргентини (1):

«Рівер Плейт»: Насьйональ 1981
- Чемпіон світу (1):

Аргентина: 1986
- Віце-чемпіон світу (1):

Аргентина: 1990